# پیش از خیابان‌ها
پیش از خیابان‌ها (فرانسوی: Avant les rues‎) یک فیلم است که در سال ۲۰۱۶ منتشر شد.